# Frederik Belinfante
Frederik Jozef Belinfante (L'Aia, 6 gennaio 1913 – Gresham (Oregon), 5 giugno 1991) è stato un fisico e docente olandese.
Belinfante, fisico olandese, fu professore alla Purdue University. Fu un sostenitore dell'interpretazione della teoria variabile nascoste della meccanica quantistica. Fu allievo di Kramers all'Università di Leida. La sua tesi di dottorato, dal titolo 'Theory of Heavy Quanta', fu pubblicata nel 1939. Nel 1946, Belinfante emigrò a Vancouver e divenne professore associato presso l'Università della British Columbia. Due anni dopo, nel 1948, si trasferì negli Stati Uniti e divenne professore alla Purdue. Lì, lavorò sulla teoria quantistica e la cosmologia. Durante gli anni di studi della sua tesi di dottorato, Belinfante fu coautore di un articolo con Wolfgang Pauli intitolato "Sul comportamento statistico di particelle elementari note e sconosciute".
Insieme al fisico Léon Rosenfeld, Belinfante è noto per aver derivato il tensore energia impulso di Belinfante–Rosenfeld.